# Паданія

Паданські провінції за ISTAT

Паданскі провінції за Лігою Півночі

Паданія (італ. Padania) — назва П'ємонту, Ломбардії та інших північних областей Італії (Паданська рівнина), де поширені північноіталійські мови (ломбардська, венеційська, п`ємонтська, лігурійська, емільяно-романьйольська). Утворена від латинської назви головної північноіталійської річки По — Padus. 
Цей дещо книжний термін набув широкого обігу в 1990-і роки, коли партія сепаратистів «Ліга Півночі» поставила вимогу відокремлення Паданії від відсталого аграрного Півдня, створила «тіньовий» парламент у Мантуї і провела щось на кшталт виборів до нього. Для привернення уваги до своєї діяльності Ліга Півночі організувала в 1998 році збірну Паданії з футболу.